# Teobaldo Cesari
Teobaldo Cesari, nome di battesimo Cirillo (Castello di Palazzo, 28 febbraio 1804 – Roma, 29 aprile 1879), è stato un abate italiano, cistercense della congregazione di San Bernardo in Italia.

## Biografia
Abate di San Bernardo alle Terme a Roma (1850–1879), procuratore generale dell'ordine cistercense (1850–1856), preside generale della congregazione cistercense d'Italia (1856–1879), superiore generale dell'ordine cistercense (1868–1879) e "de facto" primo abate generale dell'ordine cistercense dopo la Rivoluzione francese; prese parte al Concilio Vaticano I, membro dell'Accademia dell'Arcadia (sotto il nome di "Acasto Delpusiano") e dell'Accademia Religionis Catholicae.

## Opere
- Istoria della miracolosa immagine di Nostra Signora delle Grazie che si venera nella chiesa de' RR. Monaci Cistercensi presso il Castello di Foce scritta da Don Teobaldo Cesari priore e vicario abbaziale di quel monistero (Roma 1841; 2ª ed. 1858)
- Giardino Spirituale (Roma 1844; 2ª ed. 1864)
- Ordinis Cisterciensis Suffragia pro Dogmatica Ferenda Sententia super Mysterio Immaculatæ Conceptionis B. V. Mariae, in: Pareri dell'episcopato cattolico, di capitoli, di congregazioni, di università, di personaggi ragguardevoli ecc. ecc. sulla definizione dogmatica dell'Immacolato Concepimento della Beata Vergine Maria, rassegnati alla Santità di Pio IX. P. M. in occasione della sua enciclica data da Gaeta il 2 febbraio 1849, Volume 9 (Roma 1852) 269–312)
- Litterae postulatoriae pro recognitione cultus publici B. Eugenio III ab immemorabili tempore praestiti Eugenio Papae III sancto ac beato nuncupato (1863), in: Analecta Sacri Ordinis Cisterciensis 1 (1945) 4–8
- Te in questo dì festivo, o sommo PIO, in: Nel faustissimo giorno 3. Giugno 1877. Pel Giubileo Episcopale del Sommo Pontefice Pio Nono (Roma 1877) 3f, vedi anche in: Analecta Cisterciensia 63 (2013) 388-390.